# Unionville (Nowy Jork)
Unionville – wieś w Stanach Zjednoczonych, w stanie Nowy Jork, w hrabstwie Orange.